# تایت
تایت (به انگلیسی: Thiete) با فرمول شیمیایی C3H4S یک ترکیب شیمیایی است. که جرم مولی آن ۷۲٫۱۲۸۸۶ گرم بر مول می‌باشد. 